# Survivor (programma televisivo)
Survivor è un reality show americano, a sua volta derivato dalla serie televisiva svedese Expedition Robinson creata da Charlie Parsons e presentata per la prima volta nel 1997. La serie americana è stata presentata per la prima volta il 31 maggio 2000 sulla CBS, con la conduzione di Jeff Probst, che è anche produttore esecutivo insieme a Mark Burnett e al creatore originale, Parsons.
In questo format un gruppo di persone deve sopravvivere su un'isola deserta, o, in generale, in un luogo ostile, con poche risorse a disposizione. I partecipanti, soprannominati "naufraghi", competono in sfide di varia natura che includono la messa alla prova delle loro abilità fisiche come la corsa e il nuoto o delle loro abilità mentali come puzzle e sfide di resistenza per ricompense e immunità dall'eliminazione. I naufraghi vengono progressivamente eliminati dal gioco votandosi tra di loro durante i Consigli Tribali, cioè delle riunioni in cui gli appartenenti alla stessa tribù discutono di problemi o tematiche relative alla loro esperienza nel gioco prima di procedere con l'eliminazione, finché non ne rimangono solo tre (in precedenza due). A quel punto, i naufraghi eliminati nelle fasi più avanzate del gioco, i quali costituiscono la Giuria, sono chiamati a votare per decretare il vincitore, il quale riceve, oltre al titolo di "Unico sopravvissuto" (Sole Survivor) il primo premio di $ 1.000.000 (raddoppiato a $ 2.000.000 solo nella quarantesima stagione dal titolo Winners At War).
La versione americana ha riscosso un notevole successo tanto che, nelle sue prime 11 stagioni, tra il 2000 e il 2006, Survivor è stato inserito tra i primi 10 programmi più visti ed è comunemente considerato il capo-stipite dei reality show americani perché è stato il primo reality show altamente apprezzato e redditizio trasmesso in televisione negli Stati Uniti, ed è considerato uno dei migliori programmi del decennio 2000-2010. Nel maggio 2024, lo show è stato rinnovato per le stagioni 47 e 48. Quest'ultima va in onda a partire dal 26 febbraio 2025 sul canale CBS. 
In Italia è andato in onda un'unica volta nel 2001 senza però ottenere il successo sperato. L'idea di base dell'Isola deserta e dei naufraghi è stata però ripresa, con varie differenze, nell'Isola dei famosi.

## Format e regole del programma
Nelle prime stagioni, il programma è rimasto fedele al format della versione originale svedese per cui un numero ristretto di concorrenti, ribattezzati "naufraghi", solitamente in numero di 16 (poi espanso a 18 o 20), si ritrova a vivere in una località isolata ed estrema (solitamente dal clima tropicale) con una limitata riserva di provviste per 39 giorni (aumentati a 42 solo nella seconda stagione, The Australian Outback, e ridotti a 26 a partire dalle edizioni post-COVID). Divisi in due tribù (tre o quattro in alcune stagioni successive), i naufraghi sono inoltre chiamati a competere in sfide per conquistare ricompense vantaggiose per condurre la loro permanenza durante il gioco, come cibo o attrezzatura per pesca o caccia, ed immunità, per cui la tribù che risulta sconfitta è chiamata ad eliminare un proprio membro dopo aver preso parte ad una riunione della tribù chiamata Consiglio Tribale, durante il quale i naufraghi della stessa tribù discutono con il conduttore dei problemi o tematiche relative alla loro esperienza nel gioco.
Ad un certo punto del gioco (nelle prime stagioni durante il giorno 19), le due tribù cessano di esistere come entità separate e i naufraghi rimasti in gioco si uniscono a formare un'unica tribù in seguito ad un evento che prende il nome di Fusione. A partire dalla fusione, le sfide (sia per ricompense che per immunità) sono individuali, per cui solo il vincitore di tali prove ha diritto alla ricompensa (solitamente con la possibilità di condividerla con alcuni naufraghi) o all'immunità dall'eliminazione che si tiene al Consiglio Tribale mentre i naufraghi eliminati costituiscono progressivamente la Giuria, chiamata a declamare il vincitore, l'Unico Sopravvissuto (Sole Survivor), durante il Consiglio Tribale Finale, al quale presiedono gli ultimi due (tre nelle edizioni più recenti) naufraghi rimasti in gioco. Il vincitore riceve così un premio in denaro di $ 1.000.000.

### Variazioni
La versione americana ha introdotto numerosi stravolgimenti al format originale, i quali hanno contribuito a rendere Survivor più un efferato gioco di strategia che di pura sopravvivenza. Le principali variazioni riguardano principalmente stravolgimenti nelle tribù e nel meccanismo del gioco.

#### Variazioni sulla composizione delle Tribù
- Scambio tra tribù (Tribe Swap): introdotto per la prima volta nella terza stagione (Survivor: Africa), consiste nello scambiare un numero variabile di naufraghi di una tribù con un altrettanto numero di naufraghi dell'altra, in modo tale da sconvolgere gli equilibri e le alleanze formatisi nel gioco. Viene utilizzato quasi in tutte le stagioni sino alla diciassettesima (Survivor: Gabon), per poi tornare nelle stagioni più recenti, associato ad altri colpi di scena, come Assorbimenti ed Espansioni;
- Assorbimento (Absorption): introdotto per la prima volta nell'ottava stagione (Survivor: All-Stars), consiste nello sciogliere una tribù, solitamente quella con meno naufraghi, i quali vengono smistati nelle due rimanenti (l'assorbimento può avvenire solo quando ci sono in gioco 3 tribù). Riproposto solo nella venticinquesima stagione (Survivor: Philippines), è stato progressivamente abbandonato ed integrato direttamente con lo Scambio tra tribù, ricostituendo direttamente due nuove tribù a partire dalle 3 iniziali;
- Ammutinamento (Mutiny): presente unicamente nella tredicesima stagione (Survivor: Cook Islands), dà la possibilità a qualunque naufrago di ammutinare la propria tribù ed entrare a far parte di quella avversaria;
- Espansione (Expansion): introdotta per la prima volta nella trentunesima stagione (Survivor: Cambodia) e parecchio ricorrente nelle successive sino alla quarantesima, consiste, durante uno Scambio tra tribù, nella creazione di una nuova tribù, aumentandone il numero da 2 a 3 (è difatti l'inverso dell'Assorbimento).

#### Variazioni sul numero e sulla divisione delle Tribù
- Divisione in 3 tribù: introdotta per la prima volta nell'ottava stagione (Survivor: All-Stars), prevede la divisione dei naufraghi in 3 tribù, anziché nelle consuete 2, con il risultato che ogni tribù sarà costituita da meno naufraghi. Riproposta nella stessa formula solo nella venticinquesima stagione (Survivor: Philippines), la spartizione in 3 tribù è stata poi utilizzata per altre 4 stagioni, più che altro abbinata ad un tema: nella ventottesima (Survivor: Cagayan) e nella trentaduesima (Survivor: Kaôh Rōng) la divisione ricalca 3 caratteristiche peculiari che servono per avere successo nel gioco (forza, carisma ed intelligenza), nella trentesima (Survivor: Worlds Apart), invece, la divisione riflette le disparità lavorative dei naufraghi (lavori dirigenziali, lavori manuali ed artisti / spiriti liberi), mentre nella trentacinquesima (Survivor: Heroes vs. Healers vs. Hustlers), la divisione è fatta a seconda di come i naufraghi sono percepiti dalla loro comunità (chi adempie ai propri doveri, chi aiuta il prossimo e chi è determinato al raggiungimento dei propri obiettivi). A partire da Survivor 41, la suddivisione in 3 tribù diventa costante e sostituisce del tutto la canonica divisione in 2 tribù;
- Divisione in 4 tribù: presente soltanto nella dodicesima e nella tredicesima stagione, prevede la divisione dei naufraghi in 4 tribù, anziché nelle consuete 2, con il risultato che ogni tribù sarà costituita da meno naufraghi. In particolare, nella dodicesima stagione (Survivor: Exile Island), la divisione è effettuata sulla base del sesso e dell'età con la spartizione dei naufraghi in Uomini adulti, Donne adulte, Uomini giovani e Donne giovani, mentre nella tredicesima stagione (Survivor: Cook Islands), la spartizione è condotta in base alle appartenenze etniche con la spartizione dei naufraghi in base a tratti africani, asiatici, caucasici ed ispanici;
- Divisione sul genere: introdotta nella sesta stagione (Survivor: The Amazon) e riproposta solo nella nona (Survivor: Vanuatu) e nella ventiquattresima (Survivor: One World), prevede che i naufraghi siano distinti in una tribù di sole donne e in una di soli uomini;
- Divisione sull'età: introdotta nella ventunesima stagione (Survivor: Nicaragua) e riproposta solo nella trentatreesima (Survivor: Millennials vs. Gen X), prevede che i naufraghi siano distinti in una tribù di persone giovani e in una di persone adulte.

#### Variazioni sul Consiglio Tribale e sulle eliminazioni
- Doppio Consiglio Tribale (Double Tribal Council): introdotto per la prima volta nella nona stagione (Survivor: Vanuatu), obbliga entrambe le tribù a partecipare al Consiglio Tribale con l'eliminazione di un naufrago per tribù, nonostante una delle due abbia vinto la sfida, avendo come unico vantaggio quello di partecipare al Consiglio Tribale per seconda, e quindi poter partecipare alla discussione di quella perdente. È stato utilizzato sporadicamente nel corso delle prime 40 stagioni, soprattutto in quelle con un numero di naufraghi abbastanza cospicuo, ma, a partire da Survivor 41, diventa una costante, avvenendo solitamente dopo la Fusione;
- Doppia eliminazione (Double Elimination): introdotta per la prima volta nella tredicesima stagione (Survivor: Cook Islands), obbliga la tribù che ha partecipato al Consiglio Tribale ad eliminare un suo secondo membro attraverso una seconda votazione (a differenza del Doppio Consiglio Tribale, in cui vengono eliminati due naufraghi di due tribù diverse, in questo caso vengono eliminati due naufraghi della stessa tribù). La Doppia eliminazione è poi avvenuta solo nella ventiduesima (Survivor: Redemption Island) e ventitreesima stagione (Survivor: South Pacific), per via del particolare meccanismo presente in queste due stagioni;
- Consiglio Tribale Condiviso (Joint Tribal Council): introdotto nella trentaquattresima stagione (Survivor: Game Changers) e riproposto solo nella trentottesima (Survivor: Edge of Extinction), obbliga entrambe le tribù a partecipare al Consiglio Tribale, in cui però ad essere eliminato è solo un naufrago, permettendo difatti ad ogni naufrago di poter votare contro un naufrago della tribù avversaria. Durante la votazione, tuttavia, le tribù restano divise;
- Consiglio Tribale Diviso (Split Tribal Council): introdotto nella trentaseiesima stagione (Survivor: Ghost Island), riproposto nella trentanovesima (Survivor: Island of the Idols) e ricorrente a partire da Survivor 41, obbliga la tribù unica formatasi dopo la Fusione a dividersi casualmente in due sotto-tribù, con, di conseguenza, due naufraghi immuni (ciascuno per ogni sotto-tribù) e un Doppio Consiglio Tribale, con il quale sono eliminati due naufraghi attraverso una votazione divisa. In questo caso, a partecipare per seconda è la sotto-tribù in cui è presente il naufrago che ha primeggiato nella sfida (a differenza del Doppio Consiglio Tribale classico che coinvolge le due tribù prima della Fusione, in questo caso avviene una divisione dopo la Fusione).

#### Variazioni sul meccanismo di gioco
Si tratta di implementazioni al meccanismo base del programma che prevedono l'aggiunta di elementi e/o luoghi speciali, che possono agevolare il naufrago che vi entra in possesso o che vi viene relegato. Alcune delle location aggiunte nel corso delle stagioni rappresentano anche il tema principale di quella stagione:
- Idolo dell'immunità (Hidden Immunity Idol): introdotto per la prima volta nell'undicesima stagione (Survivor: Guatemala), rappresenta il principale elemento che ha stravolto il meccanismo del programma, avvicinandolo più ad un abile gioco di strategia sociale che di semplice sopravvivenza in un ambiente ostile. Esso permette al suo possessore di godere dell'immunità al Consiglio Tribale e quindi di vanificare tutti i voti potenzialmente ricevuti, eliminando di conseguenza il secondo naufrago ad aver ricevuto più voti. Tuttavia, dalla loro prima comparsa, il funzionamento e il numero degli Idoli dell'immunità è cambiato nel corso delle varie stagioni: inizialmente presenti in numero di 1 (o al massimo 2, in maniera tale da essercene uno nascosto nell'accampamento di ogni tribù), gli Idoli dell'immunità dovevano essere giocati prima della votazione (regola vigente solo nell'undicesima stagione), per poi dover essere giocati solo dopo la rivelazione dei voti (regola applicata nella dodicesima e nella tredicesima stagione) ed erano solitamente nascosti in luoghi remoti, come l'Isola dell'Esilio. A partire dalla quattordicesima stagione (Survivor: Fiji) viene invece stabilito che gli Idoli debbano essere giocati dopo la votazione ma prima della rivelazione dei voti, in maniera tale che il naufrago giochi l'Idolo "al buio", senza sapere se effettivamente sia lui ad aver ricevuto più voti. Questa nuova regola ha ovviamente dato vita a numerosi momenti iconici nella storia dello show, sia per quei naufraghi che, grazie al loro intuito, hanno saputo giocare il proprio Idolo salvandosi dall'eliminazione, sia per quelli che invece sono tristemente noti per aver sprecato il proprio Idolo o per essere stati eliminati senza averlo giocato perché troppo convinti di sé (nello show ci si riferisce a questi particolari colpi di scena come blindside, cioè "colpito alla sprovvista"). A partire dalla diciannovesima stagione (Survivor: Samoa), anche a causa dell'eliminazione dell'Isola dell'Esilio, il numero degli Idoli dell'immunitàviene aumentato ed essi possono essere trovati anche casualmente senza aver bisogno di indizi (che nelle precedenti stagioni erano invece essenziali per poterli trovare), almeno sino alla trentesima stagione, dove, con l'introduzione dei vantaggi segreti, l'uso degli Idoli ha perso quella priorità che aveva in passato. A partire da Survivor 41, non è più possibile trovare casualmente gli Idoli dell'immunità, poiché essi diventano a tutti gli effetti dei vantaggi segreti, e per poterne entrare in possesso, ai naufraghi è richiesto di risolvere delle missioni rischiose;
- Isola dell'Esilio (Exile Island): introdotta per la prima volta nella dodicesima stagione (Survivor: Exile Island), è un luogo remoto rispetto agli accampamenti delle due tribù, in cui viene relegato un naufrago della tribù sconfitta nella prova Ricompensa, il quale, seppur sprovvisto di tutto, ha la possibilità di trovare un Idolo dell'immunità, seguendo degli opportuni indizi, per poi far ritorno nella sua tribù poco prima della prova Immunità. Presente dalla dodicesima sino alla diciottesima stagione, ad eccezione della quindicesima (Survivor: China), il meccanismo dell'Isola dell'Esilio è stato poi eliminato, per essere ripristinato soltanto nella ventinovesima stagione (Survivor: San Juan del Sur). Torna in occasione della trentaquattresima stagione (Survivor: Game Changers), solo per un giorno, sottoforma di una barca ricca di comfort per il naufrago rimasto escluso da uno Scambio tra tribù con Espansione, mentre, in Survivor 41 e Survivor 42, diventa il luogo in cui è esiliato il naufrago potenzialmente escluso dalla Fusione e a cui viene invece conferito il Vantaggio della Clessidra;
- Medaglione del Potere (Medallion of Power): presente unicamente nella ventunesima stagione (Survivor: Nicaragua), è un medaglione che agevola la tribù che lo possiede nella prova imminente (sia Ricompensa che Immunità) ma che poi deve essere ceduto alla tribù avversaria;
- Isola della Redenzione (Redemption Island): introdotta nella ventiduesima stagione (Survivor: Redemption Island) e riproposta nella successiva (Survivor: South Pacific) e nella ventisettesima (Survivor: Blood vs. Water), è un luogo in cui agli eliminati dal Consiglio Tribale viene data una seconda chance di tornare in gioco, dopo aver superato una serie di duelli. Tendenzialmente, i possibili rientri avvengono prima della Fusione e poco prima del penultimo Consiglio Tribale, in modo tale che il naufrago rientrato in gioco possa essere eliminabile nuovamente almeno un'altra volta. Tuttavia, a causa dello scarso successo raccolto, il format non è più stato riproposto e ha ritrovato una chiave ancora più ostica nella trentottesima stagione (Survivor: Edge of Extinction), venendo sostituito con il Bordo dell'Estinzione;
- Accampamento unico (One World): presente unicamente nella ventiquattresima stagione (Survivor: One World), questo format prevedeva la compresenza di entrambe le tribù all'interno dello stesso accampamento. Tuttavia, a causa dell'insuccesso dell'esperimento, esso non è stato più riproposto;
- Super Idolo dell'immunità (Super Hidden Immunity Idol): introdotto nella ventottesima stagione (Survivor: Cagayan), il Super Idolo dell'immunità è in realtà un Idolo che riprende le regole utilizzate nella dodicesima e nella tredicesima stagione, potendo quindi essere giocato dopo la rivelazione dei voti. Torna nella trentaduesima stagione (Survivor: Kaôh Rōng), dove può essere giocato attraverso una combinazione di due Idoli dell'immunità che però non hanno potere se giocati da soli. In entrambe le stagioni, tuttavia, il Super Idolo dell'immunità non è mai stato giocato;
- Isola Fantasma (Ghost Island): tema principale della trentaseiesima stagione (Survivor: Ghost Island), è un luogo in cui un naufrago della tribù sconfitta alla prova Ricompensa può ottenere un vantaggio segreto o un Idolo dell'immunità utilizzati in maniera sbagliata in una delle stagioni precedenti;
- Bordo dell'Estinzione (Edge of Extinction): introdotto nella trentottesima stagione (Survivor: Edge of Extinction) e riproposto nella quarantesima (Survivor: Winners At War), è una versione più ostica dell'Isola della Redenzione, in cui tutti i naufraghi eliminati dai Consigli Tribali devono convivere prima di riottenere la possibilità di tornare in gioco attraverso un'unica sfida, la quale può avvenire prima della Fusione e poco prima del penultimo Consiglio Tribale;
- Isola degli Idoli (Island of the Idols): tema principale della trentanovesima stagione (Survivor: Island of the Idols), è un luogo in cui uno dei naufraghi di una tribù può entrare in possesso di un vantaggio segreto o di un Idolo dell'immunità dopo aver appreso con successo una lezione da parte di due dei vincitori più noti dello show (Rob Mariano & Sandra Diaz-Twine);
- Monete del Fuoco (Fire Tokens): presenti unicamente nella quarantesima stagione (Survivor: Winners At War), sono una valuta di scambio con cui i naufraghi in gioco possono acquistare vantaggi dal Bordo dell'Estinzione, dove sono relegati i naufraghi eliminati. All'inizio, ogni naufrago possiede una Moneta del fuoco ma, al momento della sua eliminazione, può cedere il quantitativo di monete posseduto a chiunque naufrago ancora in gioco, anche della tribù avversaria, per facilitarlo nell'acquisto di possibili vantaggi;
- Sfida per la Fusione (Earn the Merge): introdotto a partire da Survivor 41, è un meccanismo completamente nuovo che riguarda lo scioglimento delle tribù e l'inizio della Fusione, che deve essere conquistata attraverso una sfida: i naufraghi rimasti in gioco cessano di far parte delle loro tribù originarie e vengono divisi in due gruppi che devono contendersi l'accesso alla Fusione attraverso una sfida. A questa sfida tuttavia non partecipano due naufraghi, selezionati a caso, il cui destino dipende dal gruppo che ha conquistato l'accesso alla Fusione, che deve relegare uno dei due naufraghi sull'Isola dell'Esilio: quel naufrago entra in realtà in possesso del Vantaggio della Clessidra, con il quale può invertire il risultato della sfida per la Fusione, permettendo l'accesso per se stesso e per i perdenti della sfida, condannando così i vincitori ad una potenziale eliminazione al Consiglio Tribale. A partire da Survivor 43, viene eliminato il Vantaggio della Clessidra ma il meccanismo per accedere alla Fusione resta identico;
- Colpo al buio (Shot in the Dark): introdotto a partire da Survivor 41, è l'occasione che ogni naufrago possiede di acquisire casualmente l'immunità dopo aver rinunciato al proprio voto. Ogni naufrago ha diritto a un solo colpo al buio, e la probabilità è divisa per il numero dei naufraghi in gioco. Esso è giocabile fino a sette naufraghi in gioco;
- Fallo o muori (Do or Die): presente unicamente in Survivor 41 e in Survivor 42, è un gioco di fortuna a cui deve partecipare il naufrago che ha desistito per primo nell'ultima prova Immunità, il quale deve scegliere, tra tre possibili cassette, l'unica che non lo faccia eliminare direttamente dal gioco, senza neanche passare dalla votazione.

### Spareggi
Un grande problema a cui si è andato incontro nel corso delle varie stagioni del programma riguardava trovare un metodo per risolvere gli spareggi tra i due naufraghi più votati che fosse il più equo possibile. Inizialmente, la regola applicata nei casi di stallo (Dead Locked) consisteva nell'eliminare, tra i naufraghi impegnati nel pareggio anche in seguito ad una seconda votazione, il naufrago che aveva ricevuto più voti nel Consiglio Tribale precedente (espediente utilizzato solo nella seconda stagione, Survivor: The Australian Outback), ma tale sistema risultava inutile nel caso in cui la tribù non si fosse recata precedentemente al Consiglio Tribale. Nella terza stagione (Survivor: Africa), si verificò proprio tale situazione, quando due membri della tribù Samburu risultarono impegnati in uno spareggio al primo Consiglio Tribale della tribù: solo in quel caso, il Dead Locked fu superato attraverso un quiz di sopravvivenza, che avrebbe decretato l'eliminazione del primo naufrago a commettere un errore. Tuttavia, in seguito, anche questo sistema fu eliminato e furono introdotti nuovi sistemi per stabilire uno spareggio.  

#### Sorteggio delle rocce e Discussione
Introdotto nella quarta stagione (Survivor: Marquesas), il Sorteggio delle rocce è il principale sistema utilizzato attualmente nel programma quando non si risolve uno spareggio prima del penultimo Consiglio Tribale, e consiste semplicemente nella pesca di alcune rocce presenti in un sacchetto, con l'eliminazione del naufrago che estrae la roccia di color bianco (viola solo nella quarta stagione, Survivor: Marquesas). In realtà, usato per la prima volta nel penultimo Consiglio Tribale della quarta stagione (quindi tra soli 4 naufraghi rimasti in gioco), anche il sorteggio delle rocce ha subito delle modifiche tanto che la produzione rivelò di aver commesso un errore a ricorrere a tale sistema nella quarta stagione, decretando per giunta l'eliminazione di un naufrago che non era coinvolto nello spareggio e che non aveva mai ricevuto un singolo voto a sfavore per tutta la durata della competizione. Da allora si stabilì che le rocce andavano estratte solo in casi di pareggi precedenti al penultimo Consiglio Tribale e che prima del sorteggio dovesse avvenire una Discussione che coinvolgesse solo i naufraghi non coinvolti nel pareggio, i quali avevano un'ultima chance per trovare un consenso unanime sul naufrago da eliminare altresì i naufraghi coinvolti nel pareggio sarebbero diventati immuni e ad estrarre le rocce sarebbero stati quelli coinvolti nella Discussione. Queste particolari situazioni si sono verificate solo in 4 stagioni dopo la quarta: nella ventisettesima (Survivor: Blood vs. Water) e nella trentatreesima (Survivor: Millennials vs. Gen X) il mancato raggiungimento di un consenso unanime durante la Discussione ha portato all'estrazione delle rocce, mentre nella trentunesima (Survivor: Cambodia) e in Survivor 42 i naufraghi sono riusciti a trovare un consenso unanime durante la Discussione. 

#### Prova del Fuoco
Introdotta per la prima volta nella decima stagione (Survivor: Palau). 

### Vantaggi segreti
A partire dalla trentesima stagione (Survivor: Worlds Apart) sono stati introdotti i vantaggi segreti, ovvero delle particolari abilità che conferiscono parecchio potere nel gioco. Inizialmente, i vantaggi segreti riguardavano delle abilità applicabili solo durante la votazione al Consiglio Tribale, ma si sono successivamente espanse, arrivando a comprendere gli Idoli dell'immunità, che a partire da Survivor 41 non possono più essere trovati casualmente, e nuovi sistemi di immunità. In particolare: 
- Voto Extra (Extra Vote): introdotto nella trentesima stagione (Survivor: Worlds Apart), è un vantaggio che consente di aggiungere un altro voto al Consiglio Tribale. A partire da Survivor 41, i voti extra si possono giocare senza dichiararlo, aggiungendo il voto in più direttamente alla postazione di voto;
- Ruba-Voto (Steal-A-Vote): introdotto nella trentunesima stagione (Survivor: Cambodia), è un vantaggio che consente di rubare il voto ad un altro naufrago e votare al suo posto al Consiglio Tribale;
- Rimozione di un giurato (Juror's Removal): presente unicamente nella trentaduesima stagione (Survivor: Kaôh Rōng), è un vantaggio conferito solo al vincitore dell'ultima sfida per l'immunità che consente di rimuovere uno dei concorrenti eliminati dalla Giuria;
- Vantaggio Eredità (Legacy Advantage): introdotto nella trentatreesima stagione (Survivor: Millennials vs. Gen X), è un vantaggio molto particolare che si attiva solo in determinati momenti nel gioco (generalmente quando si è tra gli ultimi 6) e che conferisce semplicemente l'immunità. La particolarità di questo vantaggio è che, qualora si venisse eliminati, esso può essere lasciato (come eredità appunto) ad un altro naufrago, e cosi via fino a quando non verrà giocato;
- Blocca-Voto (Block-A-Vote): introdotto nella trentacinquesima stagione (Survivor: Heroes vs. Healers vs. Hustlers), è un vantaggio che impedisce a qualunque naufrago, anche di una tribù avversaria, di votare al Consiglio Tribale;
- Annulla-Idoli (Idol Nullifier): introdotto nella trentasettesima stagione (Survivor: David vs. Goliath), è un vantaggio molto potente che annulla l'abilità di un Idolo dell'immunità. Tuttavia, per giocarlo bisogna essere estremamente precisi, in quanto bisogna indicare espressamente il nome della persona sulla quale sta agendo l'Idolo (es. se il possessore di un Idolo decide di giocarlo su un altro naufrago, l'Annulla-Idoli è inutile se è stato scritto il nome del possessore dell'Idolo);
- Immunità senza potere (Safety without Power): presente unicamente nella quarantesima stagione (Survivor: Winners At War), è un vantaggio che consente di abbandonare direttamente il Consiglio Tribale, godendo di immunità ma rinunciando al proprio voto;
- Moneta del 50/50 (50/50 Safety Coin): presente unicamente nella quarantesima stagione (Survivor: Winners At War), è un vantaggio che conferisce l'immunità dopo il lancio fortunato di una moneta;
- Estorsione (Extorsion): presente unicamente nella quarantesima stagione (Survivor: Winners At War), è l'unico svantaggio introdotto nel gioco e consente, se giocato contro un naufrago, di privarlo del proprio voto, a meno che quest'ultimo non paghi il costo indicato in Monete del Fuoco;
- Vantaggi Attenzione! (Beware Advantage): introdotti a partire da Survivor 41, comprendono una serie di vantaggi non ottenibili nell'immediato ma che richiedono di completare una missione rischiosa che, se non portata a termine entro il Consiglio Tribale, trasforma il vantaggio in uno svantaggio, privando il naufrago del suo diritto di voto;
- Idolo dell'immunità condiviso in 3 (3 Way Shared Immunity Idol): presente in Survivor 41 e in Survivor 42, è un vantaggio Attenzione! nascosto nell'accampamento di ogni tribù, che consente di ottenere un Idolo dell'immunità solo quando esso sarà stato trovato da altri due naufraghi nelle tribù avversarie. I 3 idoli pertanto si "attiveranno" contemporaneamente solo quando tutti e 3 i naufraghi avranno recitato in pubblico una frase speciale abbinata al proprio Idolo. Ciò significa che se anche solo uno dei 3 Idoli non viene trovato, ciò comporta per chi invece è entrato in possesso del vantaggio di non poter votare al Consiglio Tribale;
- Potere della Conoscenza (Knowledge Is Power): introdotto a partire da Survivor 41, è un vantaggio molto potente che consente al possessore di sottrarre un Idolo o un vantaggio ad un altro naufrago dopo aver posto semplicemente la domanda "Possiedi un Idolo? / un vantaggio?", a cui il naufrago bersaglio deve necessariamente rispondere sinceramente;
- Vantaggio della Clessidra (Hourglass Advantage): presente in Survivor 41 e in Survivor 42, è un vantaggio conferito direttamente all'unico naufrago rimasto escluso dalla sfida per conquistare la Fusione, il quale, relegato sull'Isola dell'Esilio, può decidere di rompere la clessidra e ribaltare il risultato della sfida, conquistando direttamente il suo posto nella tribù fusa e regalando l'immunità ai perdenti della sfida;
- Amuleto (Amulet Advantage): presente in Survivor 42, è un vantaggio con un'abilità molto particolare che può essere giocato solo insieme ad altri due amuleti, in possesso di due naufraghi delle tribù avversarie. Il potere dell'Amuleto cambia in base a quanti amuleti sono in gioco: se ci sono 3 amuleti, esso vale come un Voto Extra, se ce ne sono 2 esso vale come un Ruba-Voto mentre se ne è rimasto soltanto 1 esso vale come un Idolo dell'immunità;
- Bracciale dell'immunità (Immunity Idol Bracelet): introdotto in Survivor 43, è un vantaggio Attenzione! che permette di entrare in possesso di un Idolo dell'immunità componendo un bracciale con le perle possedute da ogni naufrago della propria tribù, che il possessore del vantaggio deve cercare di ottenere se non vuole essere privato del proprio voto al Consiglio Tribale;
- Scegli il tuo campione (Choose Your Champion Advantage): introdotto in Survivor 43, è un vantaggio applicabile durante una sfida per l'immunità per cui il possessore può indicare il nome di un naufrago sul quale sta scommettendo la vittoria: se quel naufrago vince la prova, allora l'immunità sarà ottenuta anche dal possessore del vantaggio.

## Stagioni
La versione statunitense è prodotta da Mark Burnett e condotta da Jeff Probst, che è anche produttore esecutivo. Ogni stagione è identificata da un sottotitolo (fino alla quarantesima stagione) che richiama la location o il tema principale, e dura dai 13 a 16 episodi. La prima stagione, Survivor: Borneo, è stata trasmessa come programma estivo nel 2000. A partire dalla terza stagione, Survivor: Africa, sono state trasmesse due stagioni durante ogni stagione televisiva americana. Nel corso di 48 stagioni, il numero di partecipanti ammonta a 733. 
| #  | Nome                                   | Location                                                               | Tribù d'origine | Vincitore               | Altri finalisti          | Altri finalisti          | Votazione |
| -- | -------------------------------------- | ---------------------------------------------------------------------- | --- | ----------------------- | ------------------------ | ------------------------ | --------- |
| 1  | Borneo                                 | Pulau Tiga, Sabah, Malaysia                                            | Due tribù di 8 naufraghi | Richard Hatch           | Kelly Wiglesworth        | Kelly Wiglesworth        | 4-3       |
| 2  | The Australian Outback                 | Outback australiano vicino alla città di Cairns                        | Due tribù di 8 naufraghi | Tina Wesson             | Colby Donaldson          | Colby Donaldson          | 4-3       |
| 3  | Africa                                 | Riserva nazionale Shaba del Kenya                                      | Due tribù di 8 naufraghi | Ethan Zohn              | Kim Johnson              | Kim Johnson              | 5-2       |
| 4  | Marquesas                              | Nuku Hiva, la più grande delle Isole Marchesi nella Polinesia Francese | Due tribù di 8 naufraghi | Vecepia Towery          | Neleh Dennis             | Neleh Dennis             | 4-3       |
| 5  | Thailand                               | Ko Tarutao, Thailandia                                                 | Due tribù di 8 naufraghi scelti dai due più anziani                                                                                 | Brian Heidik            | Clay Jordan              | Clay Jordan              | 4-3       |
| 6  | The Amazon                             | Rio delle Amazzoni, Brasile                                            | Due tribù di 8 naufraghi divisi per sesso                                                                                           | Jenna Morasca           | Matthew Von Ertfelda     | Matthew Von Ertfelda     | 6-1       |
| 7  | Pearl Islands                          | Isole delle Perle, Panama                                              | Due tribù di 8 naufraghi | Sandra Diaz-Twine       | Lillian Morris           | Lillian Morris           | 6-1       |
| 8  | All-Stars                              | Isole delle Perle, Panama                                              | Tre tribù di 6 naufraghi partecipanti delle precedenti sette stagioni                                                               | Amber Brkich            | Rob Mariano              | Rob Mariano              | 4-3       |
| 9  | Vanuatu - Islands of Fire              | Éfaté, Vanuatu                                                         | Due tribù di 9 naufraghi divisi per sesso                                                                                           | Chris Daugherty         | Twila Tanner             | Twila Tanner             | 5-2       |
| 10 | Palau                                  | Koror, Palau                                                           | Due tribù di 9 naufraghi scelti tramite selezione con eliminazione di due esclusi                                                   | Tom Westman             | Katie Gallagher          | Katie Gallagher          | 6-1       |
| 11 | Guatemala - The Maya Empire            | Parco Nazionale Yaxhá, Guatemala                                       | Due tribù di 9 naufraghi (inclusi due partecipanti della precedente stagione)                                                       | Danni Boatwright        | Stephenie LaGrossa       | Stephenie LaGrossa       | 6-1       |
| 12 | Panama - Exile Island                  | Isole delle Perle, Panama                                              | Quattro tribù di 4 naufraghi divisi per sesso e per età                                                                             | Aras Baskauskas         | Danielle DiLorenzo       | Danielle DiLorenzo       | 5-2       |
| 13 | Cook Islands                           | Aitutaki, Isole Cook, Nuova Zelanda                                    | Quattro tribù di 5 naufraghi divisi per etnia (afroamericani, asiatici, caucasici ed ispanici)                                      | Yul Kwon                | Oscar "Ozzy" Lusth       | Becky Lee                | 5-4-0     |
| 14 | Fiji                                   | Vanua Levu, Figi                                                       | Due tribù di 9 naufraghi ed un leader immune dalla prima eliminazione                                                               | Earl Cole               | Cassandra Franklin       | Dre "Dreamz" Herd        | 9-0-0     |
| 15 | China                                  | Jiangxi, Cina                                                          | Due tribù di 8 concorrenti | Todd Herzog             | Courtney Yates           | Amanda Kimmel            | 4-2-1     |
| 16 | Micronesia - Fans vs Favorites         | Koror, Palau                                                           | Due tribù di 10 naufraghi di cui una composta da fan del programma e l'altra dagli ex naufraghi preferiti dal pubblico              | Parvati Shallow         | Amanda Kimmel            | Amanda Kimmel            | 5-3       |
| 17 | Gabon - Earth's Last Eden              | Estuaire, Gabon                                                        | Due tribù di 9 naufraghi | Robert "Bob" Crowley    | Susie Smith              | Jessica "Sugar" Kiper    | 4-3-0     |
| 18 | Tocantins - The Brazilian Highlands    | Jalapão, Tocantins, Brasile                                            | Due tribù di 8 naufraghi | James "J.T." Thomas Jr. | Stephen Fishbach         | Stephen Fishbach         | 7-0       |
| 19 | Samoa                                  | Upolu, Samoa                                                           | Due tribù di 10 naufraghi | Natalie White           | Russell Hantz            | Mick Trimming            | 7-2-0     |
| 20 | Heroes vs. Villains                    | Upolu, Samoa                                                           | Due tribù di 10 ex naufraghi divisi in base alla loro reputazione nelle partecipazioni precedenti: Eroi contro Malvagi              | Sandra Diaz-Twine       | Parvati Shallow          | Russell Hantz            | 6-3-0     |
| 21 | Nicaragua                              | San Juan del Sur, Nicaragua                                            | Due tribù di 10 naufraghi divisi per età                                                                                            | Jud "Fabio" Birza       | Chase Rice               | Matthew "Sash" Lennan    | 5-4-0     |
| 22 | Redemption Island                      | San Juan del Sur, Nicaragua                                            | Due tribù di 9 naufraghi, inclusi due volti storici                                                                                 | Rob Mariano             | Phillip Sheppard         | Natalie Tenerelli        | 8-1-0     |
| 23 | South Pacific                          | Upolu, Samoa                                                           | Due tribù di 9 naufraghi, inclusi due volti storici                                                                                 | Sophie Clarke           | Benjamin "Coach" Wade    | Albert Destrade          | 6-3-0     |
| 24 | One World                              | Upolu, Samoa                                                           | Due tribù di 9 naufraghi divisi per sesso all'interno dello stesso accampamento                                                     | Kim Spradlin            | Sabrina Thompson         | Chelsea Meissner         | 7-2-0     |
| 25 | Philippines                            | Caramoan, Filippine                                                    | Tre tribù di 6 naufraghi inclusi tre ex partecipanti ritiratisi per un infortunio                                                   | Denise Stapley          | Lisa Whelchel            | Michael Skupin           | 6-1-1     |
| 26 | Caramoan                               | Caramoan, Filippine                                                    | Due tribù di 10 naufraghi di cui una composta da fan del programma e l'altra da ex naufraghi preferiti dal pubblico                 | John Cochran            | Dawn Meehan              | Sherri Biethman          | 8-0-0     |
| 27 | Blood vs. Water                        | Palauig, Cagayan, Filippine                                            | Due tribù di 10 naufraghi di cui una composta da ex partecipanti e l'altra dai loro parenti o cari                                  | Tyson Apostol           | Monica Culpepper         | Gervase Peterson         | 7-1-0     |
| 28 | Cagayan - Brains vs. Brawns vs. Beauty | Palauig, Cagayan, Filippine                                            | Tre tribù di 6 naufraghi divisi secondo 3 attributi: Forza (Brawn), Intelligenza (Brain) e Carisma (Beauty)                         | Tony Vlachos            | Yung-Woo "Woo" Hwang     | Yung-Woo "Woo" Hwang     | 7-1       |
| 29 | San Juan Del Sur                       | San Juan del Sur, Nicaragua                                            | Coppie di parenti divisi in due tribù da 9 naufraghi l'una                                                                          | Natalie Anderson        | Jaclyn Schultz           | Missy Payne              | 5-2-1     |
| 30 | Worlds Apart                           | San Juan del Sur, Nicaragua                                            | Tre tribù di 6 naufraghi divisi per la condizione lavorativa: dirigenti (White Collar), operai (Blue Collar) ed artisti (No Collar) | Mike Holloway           | Carolyn Rivera           | Will Sims II             | 6-1-1     |
| 31 | Cambodia - Second Chance               | Kaôh Rōng, Cambogia                                                    | Due tribù di 10 ex naufraghi selezionati dal pubblico                                                                               | Jeremy Collins          | Spencer Bledsoe          | Tasha Fox                | 10-0-0    |
| 32 | Kaôh Rōng                              | Kaôh Rōng, Cambogia                                                    | Tre tribù di 6 naufraghi divisi secondo 3 attributi: Forza (Brawn), Intelligenza (Brain) e Carisma (Beauty)                         | Michele Fitzgerald      | Aubry Bracco             | Tai Trang                | 5-2-0     |
| 33 | Millennials vs. Gen X                  | Isole Mamanuca, Figi                                                   | Due tribù di 10 naufraghi divisi per generazione: i Millennials (anni 80-90) e la Generazione x (anni 60-70)                        | Adam Klein              | Hannah Shapiro           | Ken McKnickle            | 10-0-0    |
| 34 | Game Changers                          | Isole Mamanuca, Figi                                                   | Due tribù di 10 ex naufraghi | Sarah Lacina            | Brad Culpepper           | Troy "Troyzan" Robertson | 7-3-0     |
| 35 | Heroes vs. Healers vs. Hustlers        | Isole Mamanuca, Figi                                                   | Tre tribù di 6 naufraghi divisi per i tratti dominanti della personalità                                                            | Ben Driebergen          | Chrissy Hofbeck          | Ryan Ulrich              | 5-2-1     |
| 36 | Ghost Island                           | Isole Mamanuca, Figi                                                   | Due tribù di 10 naufraghi | Wendell Holland         | Domenick Abbate          | Laurel Johnson           | 5-5-0 1-0 |
| 37 | David vs. Goliath                      | Isole Mamanuca, Figi                                                   | Due tribù di 10 naufraghi divisi per diversità: Davide (persone svantaggiate) contro Golia (persone brillanti)                      | Nick Wilson             | Mike White               | Angelina Keeley          | 7-3-0     |
| 38 | Edge of Extinction                     | Isole Mamanuca, Figi                                                   | Due tribù di 9 naufraghi, inclusi 4 ex partecipanti                                                                                 | Chris Underwood         | Gavin Whitson            | Julie Rosenberg          | 9-4-0     |
| 39 | Island of the Idols                    | Isole Mamanuca, Figi                                                   | Due tribù di 10 concorrenti istruiti da due vincitori e volti storici del programma: Rob Mariano e Sandra Diaz-Twine                | Tommy Sheehan           | Dean Kowalski            | Noura Salman             | 8-2-0     |
| 40 | Winners at War                         | Isole Mamanuca, Figi                                                   | Due tribù di 10 ex vincitori del programma                                                                                          | Tony Vlachos            | Natalie Anderson         | Michele Fitzgerald       | 12-4-0    |
| 41 | Survivor 41                            | Isole Mamanuca, Figi                                                   | Tre tribù di 6 naufraghi | Erika Casuapanan        | Deshawn Radden           | Xander Hastings          | 7-1-0     |
| 42 | Survivor 42                            | Isole Mamanuca, Figi                                                   | Tre tribù di 6 naufraghi | Maryanne Oketch         | Mike Turner              | Romeo Escobar            | 7-1-0     |
| 43 | Survivor 43                            | Isole Mamanuca, Figi                                                   | Tre tribù di 6 naufraghi | Mike Gabler             | Cassidy Clark            | Owen Knight              | 7-1-0     |
| 44 | Survivor 44                            | Isole Mamanuca, Figi                                                   | Tre tribù di 6 naufraghi | Yam Yam Arocho          | Heidi Lagares-Greenblatt | Carolyn Wiger            | 7-1-0     |
| 45 | Survivor 45                            | Isole Mamanuca, Figi                                                   | Tre tribù di 6 naufraghi | Dee Valladares          | Austin Li Coon           | Jake O'Kane              | 5-3-0     |
| 46 | Survivor 46                            | Isole Mamanuca, Figi                                                   | Tre tribù di 6 naufraghi | Kenzie Petty            | Charlie Davis            | Ben Katzman              | 5-3-0     |
| 47 | Survivor 47                            | Isole Mamanuca, Figi                                                   | Tre tribù di 6 naufraghi | Rachel LaMont           | Sam Phalen               | Sue Smey                 | 7-1-0     |
| 48 | Survivor 48                            | Isole Mamanuca, Figi                                                   | Tre tribù di 6 naufraghi | Kyle Fraser             | Eva Erickson             | Joe Hunter               | 5-2-1     |

## Parodia
Il programma è stato fonte di ispirazione per la serie animata canadese A tutto reality - L'isola e le sue stagioni successive.